# Наножидкость
Нанодисперсия, наноэмульсия или наножидкость — это жидкость, содержащая частицы и агломераты частиц с характерным размером 0,1—100 нм. Такие жидкости представляют собой коллоидные растворы наночастиц в жидком растворителе. Вследствие малых размеров включений такие системы обладают особыми физикохимическими свойствами. На долю поверхности в них приходится до 50 % всего вещества. Обладают повышенной поверхностной энергией в связи с большим количеством атомов находящихся в возбуждённом состоянии и имеющем не менее одного свободного электрона на внешнем энергетическом уровне. Нанодисперсии имеют различную природу. В качестве диспергированных веществ могут выступать полиорганосилоксаны, металлические, оксидные, карбидные, нитридные наночастицы, углеродные нанотрубки и т. д. В качестве дисперсионной среды обычно используется вода или этиленгликоль.

## Применение
Нанодисперсии являются удобными транспортными средствами для плохорастворимых амфифильных и липофильных веществ. Гидрофильные нанодисперсии обладают очень важным свойством: они очень быстро проникают в клетки. Нанодисперсии используются в составе косметических средств для придания уникальных сенсорных характеристик. Эволюция нефтегазовых нанодисперсий — кинетически контролируемый процесс, в котором промежуточные структуры отделены от равновесных состояний значительными кинетическими барьерами. При заключительной отделке текстильных материалов используют наночастицы различных веществ в виде наноэмульсий и нанодисперсий.
Нанодисперсии обладают новыми физическими свойствами, делающими их потенциально полезными в таких сферах как микроэлектроника, топливные элементы, фармацевтика, гибридные двигатели и т. д. В частности нанодисперсии обладают существенно увеличенной теплопроводностью и конвективным коэффициентом теплопередачи по сравнению с жидкостью-носителем. Установлено также, что применение сильноразбавленных нанодисперсий в качестве теплоносителя позволяет существенно увеличить плотность критического теплового потока в установках кипящего типа. Также интересны магнитные наножидкости, представляющие собой однодоменные магниты, равномерно распределенные в объёме дисперсной фазы.

## Проблемы
В виду своего строения и нестабильности размеров агрегатов наночастиц нанодисперсии, как правило, довольно нестабильны. Их свойства легко меняются и сильно зависят от внешнего воздействия. Основная задача, которая должна быть решена на пути их промышленного использования — получение устойчивых нанодисперсий с воспроизводимыми свойствами.